# Propsilocerus saetheri
Propsilocerus saetheri is een muggensoort uit de familie van de dansmuggen (Chironomidae). De wetenschappelijke naam van de soort is voor het eerst geldig gepubliceerd in 2007 door Wang, Liu & Paasivirta.